# Globe d'or de la meilleure actrice
Pour un article plus général, voir Globe d'or.

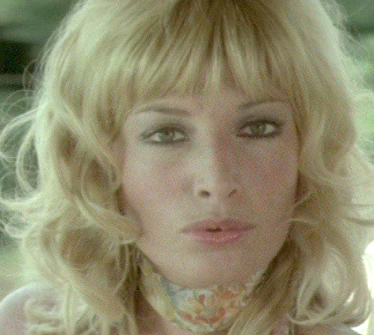
Monica Vitti avec huit récompenses, détient le record de victoires.

Lisa Gastoni est la première actrice à remporter le prix en 1967, pour Lutring... réveille-toi et meurs (Svegliati e uccidi).

Le Globe d'or de la meilleure actrice (Globo d'oro alla miglior attrice) est une récompense cinématographique italienne décernée chaque année, depuis 1967, par l'Associazione stampa estera in Italia (it).
En 2018, Monica Vitti détient le record de victoires avec huit récompenses.

## Globe d'or de la meilleure actrice

### Années 1967-1969
| Année | Actrice      | Film                                                  |
| ----- | ------------ | ----------------------------------------------------- |
| 1967  | Lisa Gastoni | Lutring... réveille-toi et meurs (Svegliati e uccidi) |
| 1968  | Monica Vitti | Ti ho sposato per allegria                            |
| 1969  | Monica Vitti | La Fille au pistolet (La ragazza con la pistola)      |

### Années 1970-1979
| Année | Actrice           | Film                                                                            |
| ----- | ----------------- | ------------------------------------------------------------------------------- |
| 1970  | Monica Vitti      | Drame de la jalousie (Dramma della gelosia - Tutti i particolari in cronaca)    |
| 1971  | Monica Vitti      | Super témoin (La supertestimone)                                                |
| 1972  | non affecté       |                                                                                 |
| 1973  | Anna Magnani      | Jour après jour (Giorno per giorno disperatamente)                              |
| 1974  | Monica Vitti      | La Tosca                                                                        |
| 1975  | Laura Antonelli   | Mon Dieu, comment suis-je tombée si bas ? (Mio Dio, come sono caduta in basso!) |
| 1976  | Mariangela Melato | Attenti al buffone et Todo modo                                                 |
| 1977  | non affecté       |                                                                                 |
| 1978  | Sophia Loren      | Une journée particulière (Una giornata particolare)                             |
| 1979  | non affecté       |                                                                                 |

### Années 1980-1989
| Année | Actrice            | Film                                                       |
| ----- | ------------------ | ---------------------------------------------------------- |
| 1980  | non affecté        |                                                            |
| 1981  | Monica Vitti       | Chambre d'hôtel (Camera d'albergo)                         |
| 1982  | Ornella Muti       | Personne... n'est parfait ! (Nessuno è perfetto)           |
| 1983  | Giuliana De Sio    | Io, Chiara e lo Scuro, Sciopèn et Scusate il ritardo       |
| 1984  | Monica Vitti       | Flirt                                                      |
| 1985  | Claudia Cardinale  | Claretta                                                   |
| 1986  | Giulietta Masina   | Ginger et Fred (Ginger e Fred)                             |
| 1987  | Stefania Sandrelli | La Famille (La famiglia), D'Annunzio et La sposa americana |
| 1988  | Ornella Muti       | Io e mia sorella et Stregati                               |
| 1989  | Asia Argento       | Zoo (film, 1989)                                           |

### Années 1990-1999
| Année                | Actrice                                              | Film               |
| -------------------- | ---------------------------------------------------- | ------------------ |
| 1990                 |                                                      |                    |
| Monica Vitti         | Scandalo segreto                                     |                    |
| Anna Bonaiuto        | Donna d'ombra                                        |                    |
| Nastassja Kinski     | Il segreto                                           |                    |
| 1991                 |                                                      |                    |
| Claudia Cardinale    | Acte d'amour (Atto di dolore)                        |                    |
| Carla Benedetti      | Matilda                                              |                    |
| Nadia Rinaldi (it)   | Faccione                                             |                    |
| 1992                 |                                                      |                    |
| Margherita Buy       | Maledetto il giorno che t'ho incontrato              |                    |
| Giuliana De Sio      | Cattiva                                              |                    |
| Antonella Taccarelli | Notte di stelle                                      |                    |
| 1993                 |                                                      |                    |
| Carla Gravina        | Le Long silence (Il Lungo silenzio)                  |                    |
| Valeria Cavalli      | Mario, Maria et Mario (Mario, Maria e Mario)         |                    |
| Iaia Forte           | Libera                                               |                    |
| 1994                 |                                                      |                    |
| Anna Galiena         | Senza pelle                                          |                    |
| Penélope Cruz        | Per amore, solo per amore                            |                    |
| Kim Engelbrecht      | Sarahsarà                                            |                    |
| 1995                 |                                                      |                    |
| Anna Bonaiuto        | L'Amour meurtri (L'amore molesto)                    |                    |
| Cecilia Genovesi     | L'Otage (Cuore cattivo)                              |                    |
| Isabella Ferrari     | Cronaca di un amore violato                          |                    |
| 1996                 |                                                      |                    |
| Virna Lisi           | Va où ton cœur te porte (Va' dove ti porta il cuore) |                    |
| Asia Argento         | Compagne de voyage (Compagna di viaggio)             |                    |
| Iaia Forte           | I buchi neri                                         |                    |
| 1997                 |                                                      |                    |
| Iaia Forte           | Luna e l'altra                                       |                    |
| Francesca Neri       | Mains fortes (Le mani forti)                         |                    |
| Francesca D'Aloja    | Hammam, le bain turc (Il bagno turco)                |                    |
| 1998                 | Monica Bellucci                                      | L'ultimo capodanno |
| 1999                 | Laura Morante                                        | L'anniversario     |

### Années 2000-2009
| Année                | Actrice                                                          | Film |
| -------------------- | ---------------------------------------------------------------- | ---- |
| 2000                 |                                                                  |      |
| Lucia Bosè           | Le Dernier Harem (Harem Suare)                                   |      |
| Antonella Costa      | Garage Olimpo                                                    |      |
| Licia Maglietta      | Pain, Tulipes et Comédie (Pane e tulipani)                       |      |
| Mariangela Melato    | Un uomo perbene                                                  |      |
| 2001                 |                                                                  |      |
| Margherita Buy       | Tableau de famille (Le fate ignoranti)                           |      |
| Chiara Mastroianni   | Le parole di mio padre                                           |      |
| Giovanna Mezzogiorno | Juste un baiser (L'ultimo bacio)                                 |      |
| Laura Morante        | La Chambre du fils (La stanza del figlio)                        |      |
| 2002                 |                                                                  |      |
| Licia Maglietta      | Luna rossa                                                       |      |
| Sandra Ceccarelli    | Luce dei miei occhi                                              |      |
| Valeria Golino       | L'inverno                                                        |      |
| 2003                 |                                                                  |      |
| Giovanna Mezzogiorno | La Fenêtre d'en face (La finestra di fronte)                     |      |
| Marisa Fabbri (it)   | Gli astronomi                                                    |      |
| Stefania Rocca       | Casomai                                                          |      |
| 2004                 |                                                                  |      |
| Maya Sansa           | Buongiorno, notte                                                |      |
| Sonia Bergamasco     | Nos meilleures années (La meglio gioventù)                       |      |
| Valeria Golino       | Prendimi e portami via                                           |      |
| 2005                 |                                                                  |      |
| Barbora Bobulova     | Cuore sacro                                                      |      |
| Michela Cescon       | Une fois que tu es né (Quando sei nato non puoi più nasconderti) |      |
| Olivia Magnani       | Les Conséquences de l'amour (Le Conseguenze dell'Amore)          |      |
| 2006                 |                                                                  |      |
| Valeria Golino       | La guerra di Mario                                               |      |
| Barbora Bobulova     | Libero (Anche libero va bene)                                    |      |
| Margherita Buy       | I giorni dell'abbandono                                          |      |
| 2007                 |                                                                  |      |
| Margherita Buy       | Saturno contro                                                   |      |
| Angela Finocchiaro   | Mon frère est fils unique (Mio fratello è figlio unico)          |      |
| Violante Placido     | La cena per farli conoscere                                      |      |
| 2008                 |                                                                  |      |
| Sabrina Ferilli      | Tutta la vita davanti                                            |      |
| Antonia Liskova      | Riparo                                                           |      |
| Kasia Smutniak       | Nelle tue mani                                                   |      |
| 2009                 |                                                                  |      |
| Giovanna Mezzogiorno | Vincere                                                          |      |
| Micaela Ramazzotti   | Questione di cuore                                               |      |
| Alba Rohrwacher      | Il papà di Giovanna                                              |      |

### Années 2010-2019
| Année                      | Actrice                                                           | Film |
| -------------------------- | ----------------------------------------------------------------- | ---- |
| 2010                       |                                                                   |      |
| Stefania Sandrelli         | La prima cosa bella                                               |      |
| Giovanna Mezzogiorno       | La prima linea                                                    |      |
| Alba Rohrwacher            | Ce que je veux de plus (Cosa voglio di più)                       |      |
| 2011                       |                                                                   |      |
| Piera Degli Esposti        | I bambini della sua vita                                          |      |
| Paola Cortellesi           | Nessuno mi può giudicare                                          |      |
| Alba Rohrwacher            | La Solitude des nombres premiers (La solitudine dei numeri primi) |      |
| 2012                       |                                                                   |      |
| Asia Argento               | Isole                                                             |      |
| Carolina Crescentini       | L'industriale                                                     |      |
| Valeria Golino             | La kryptonite nella borsa                                         |      |
| 2013                       |                                                                   |      |
| Jasmine Trinca             | Miele                                                             |      |
| Margherita Buy             | La scoperta dell'alba                                             |      |
| Laura Chiatti              | Il volto di un'altra                                              |      |
| Claudia Gerini             | Amiche da morire                                                  |      |
| Thony (it)                 | Chaque jour que Dieu fait (Tutti i santi giorni)                  |      |
| 2014                       |                                                                   |      |
| Sara Serraiocco            | Salvo                                                             |      |
| Celeste Casciaro           | In grazia di Dio                                                  |      |
| Elena Cotta                | Palerme (Via Castellana Bandiera)                                 |      |
| Miriam Karlkvist           | Il sud è niente                                                   |      |
| Micaela Ramazzotti         | Ton absence (Anni felici)                                         |      |
| 2015                       |                                                                   |      |
| Alba Rohrwacher            | Hungry Hearts                                                     |      |
| Margherita Buy             | Mia madre                                                         |      |
| Virna Lisi                 | Latin Lover                                                       |      |
| Micaela Ramazzotti         | Il nome del figlio                                                |      |
| Sara Serraiocco            | Cloro                                                             |      |
| 2016                       |                                                                   |      |
| Ondina Quadri              | Arianna                                                           |      |
| Laura Morante              | Assolo                                                            |      |
| Ilenia Pastorelli          | On l'appelle Jeeg Robot (Lo chiamavano Jeeg Robot)                |      |
| Veronica Pivetti           | Né Giulietta né Romeo                                             |      |
| Greta Scarano              | Suburra                                                           |      |
| 2017                       |                                                                   |      |
| Isabella Ragonese          | Il padre d'Italia                                                 |      |
| Valeria Ciangottini        | Cronaca di una passione                                           |      |
| Angela et Marianna Fontana | Indivisibili                                                      |      |
| Micaela Ramazzotti         | La tenerezza                                                      |      |
| Sara Serraiocco            | L'Affranchie (La ragazza del mondo)                               |      |
| 2018                       |                                                                   |      |
| Paola Cortellesi           | Come un gatto in tangenziale                                      |      |
| Lucia Mascino              | Amori che non sanno stare al mondo                                |      |
| Alba Rohrwacher            | Ma fille (Figlia mia)                                             |      |
| Valeria Golino             | Il colore nascosto delle cose                                     |      |
| Cristiana Capotondi        | Nome di donna                                                     |      |

## Sources
- (it) Cet article est partiellement ou en totalité issu de l’article de Wikipédia en italien intitulé « Globo d'oro al miglior film » (voir la liste des auteurs).